# Blake’s 7
A Blake’s 7 (kissé bővebb fordításban Blake és hét társa) c. angol science fiction televíziós filmsorozatot a BBC 1978-81 között négy évadban, összesen 52 részben sugározta.
A sorozatot Terry Nation készítette, aki korábban a Ki vagy, doki? több történetének az írója volt (a legtöbb általa írt történetben a szintén általa kitalált dalekok szerepeltek).
A Csillagok háborújára adott egyfajta angol válasznak szánták, jóval kisebb költségvetéssel. Annak idején igen népszerű volt az erős jellemrajzokkal, nem egyszer kétértelmű moralitású és kissé sötét és pesszimista hangnemű sorozat. Mind pozitív, mind negatív értelemben az űroperett jelzővel is el szokták látni, tény viszont, hogy egyértelmű hatással volt több későbbi sci-fi sorozat alkotóira (pl. Babylon 5).
A Blake's 7 egyúttal egyfajta ellenpontja a Star Trek-nek is: míg ez utóbbiban a Bolygók Egyesült Föderációja egy mindenki javára tevékenykedő pozitív kormányzat volt, a Blake’s 7 diktatórikus Terra Föderációja ennek az ellentéte. Magyarországon nem mutatták be.

## Történet
|  | Alább a cselekmény részletei következnek! |

A sorozat a jövőben játszódik, amikor a Terra Föderáció irányítja a Földet nagyon sok más bolygóval együtt a galaxisban. A zsarnoki Föderáció az állampolgárokat titkosszolgálati módszerekkel, agymosással, pszichotróp drogokkal manipulált élelemmel és vízzel tartja kordában. Roj Blake (Gareth Thomas) politikai lázadó, akit egy távoli bolygón levő büntetőkolóniára szállítanak. Néhány rabtársával fellázad, kiszabadul, s a véletlen a kezükre juttat egy igen fejlett technológiájú, ismeretlen idegen űrhajót (Liberatornak keresztelik el). Köztörvényes bűnözőtől számítógépes szakemberig, csempészig, telepata gerillaharcosig többen is csatlakoznak hozzájuk. A csoport másik főembere Kerr Avon (Paul Darrow) technikai zseni. A kialakult heterogén, de ütőképes csapat szembeszáll és sok borsot tör a Föderáció orra alá, persze kis létszámuk miatt inkább a többet ésszel és furfanggal, mint nyers erővel elv alapján. Egyfajta jövőbeli Robin Hoodként harcolnak a hatalommal szemben és védik az elnyomottakat nem egyszer kétértelmű módszerekkel. 
|  | Itt a vége a cselekmény részletezésének! |

A sorozat történetei jórészt mentesek a sablonos hollywoood-típusú „jöttünk, harcoltunk és mindig győztünk” stílustól – Blake és csapata bizony szenved vereségeket és veszteségeket is, és nem mentes belső vitáktól, széthúzásoktól sem. Blake kissé idealista módon akarna az emberiség megmentője lenni, míg Avon inkább csak a saját sorsával törődik. A Blake-et alakító Gareth Thomas a 2. évad végén kivált a sorozatból, a történetben a vezetést Avon vette át. A sorozat készítésének idején szokatlan volt, hogy Servalan, a főgonosz, a Föderáció katonai főparancsnokának megszemélyesítését egy átlagon felülien szép és dekoratív színésznőre, Jacqueline Pearce-re bízták.
Az eredetileg három évadra tervezett sorozatot az utolsó pillanatban még eggyel megtoldották. A negyedik évad végén meglehetősen nyitottan ért véget annak ellenére, hogy nem szándékoztak folytatni.
Hangjáték formájában később többször is felelevenítették a történetet, 2007-ben a Syfy több folytatásban is.
 A történetek CD-n is kiadásra kerültek. 
Ez a hangjáték sorozat (Blake’s 7: The Early Years) a film előzménye, a 30 perces epizódok a főszereplők előéletével foglalkoznak. Többször is tervezték a sorozat filmbeli felújítását, 2008 áprilisában a Sky One jelentette be ez irányú terveit.
 2010-ben azonban a visszalépésről adott hírt.
2013 áprilisában a Syfy csatorna jelentette be, hogy a jogok átvétele után felújítja a klasszikus brit sorozatot. A növekvő érdeklődésre utal, hogy 2012 óta a Ki vagy, doki? hangoskönyvek régi kiadója, a Big Finish kiadó The Liberator Chronicles címmel újabb Blake's 7 történeteket ad ki részben az eredeti színészek közreműködésével.